# Thinornis rubricollis

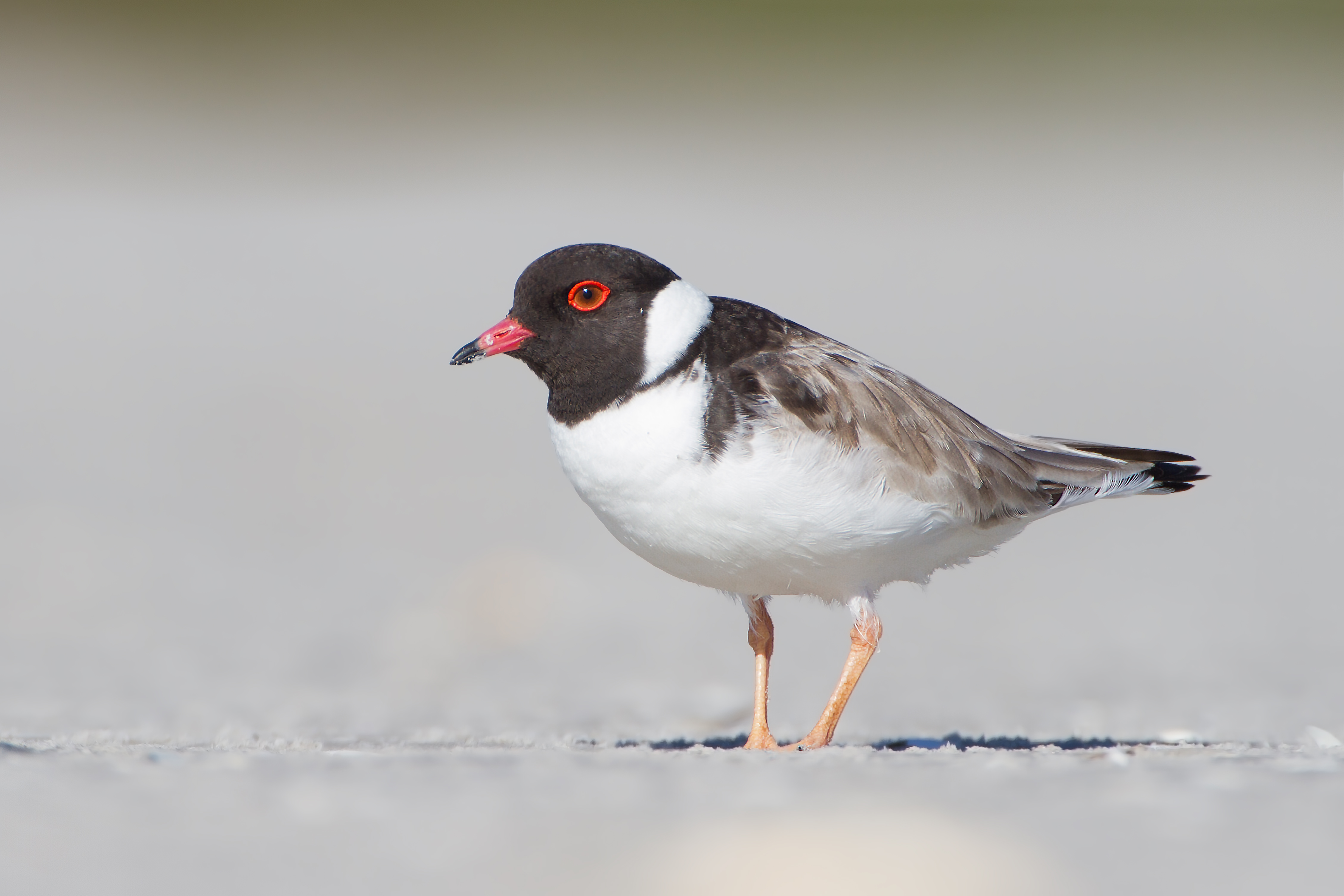

Thinornis rubricollis (danh pháp khoa học: Thinornis rubricollis) là một loài chim trong họ Charadriidae. Nó là loài đặc hữu phía nam Australia và Tasmania. Có hai phân loài được công nhận, cả hai đều được liệt kê vào nhóm có nguy cơ.

## Phân loại
Nhà tự nhiên Đức Johann Friedrich Gmelin đã mô tả loài chim này vào năm 1789. Danh pháp cụ thể của nó lấy từ tiếng Latin ruber "đỏ", và collis "cổ".
Loài này đã được đặt vào trong chi Charadrius nhưng đầu thập niên 2000 nó đã được xếp loại lại vào chi Thinornis, cùng với Thinornis novaeseelandiae. Năm 2000 số cá thể trưởng thành ước khoảng 7.000 con.

### Phân loài
Hai phân loài được công nhận.
- T. r. rubricollis (J. F. Gmelin, 1789) nam Australia, Queensland, New South Wales, Tasmania và các đảo gần đó. Số lượng khoảng 3000 con và đang giảm sút.[1][3][4]
- T. r. tregellasi (Mathews, 1912)[5] Western Australia, bờ biển và các hồ trong nội địa, Cranbrook, vườn quốc gia Yalgorup và các điểm phía nam.[6][7] Số lượng khoảng 4000 con và có vẻ ổn định.[1][3][4][5]

## Mô tả

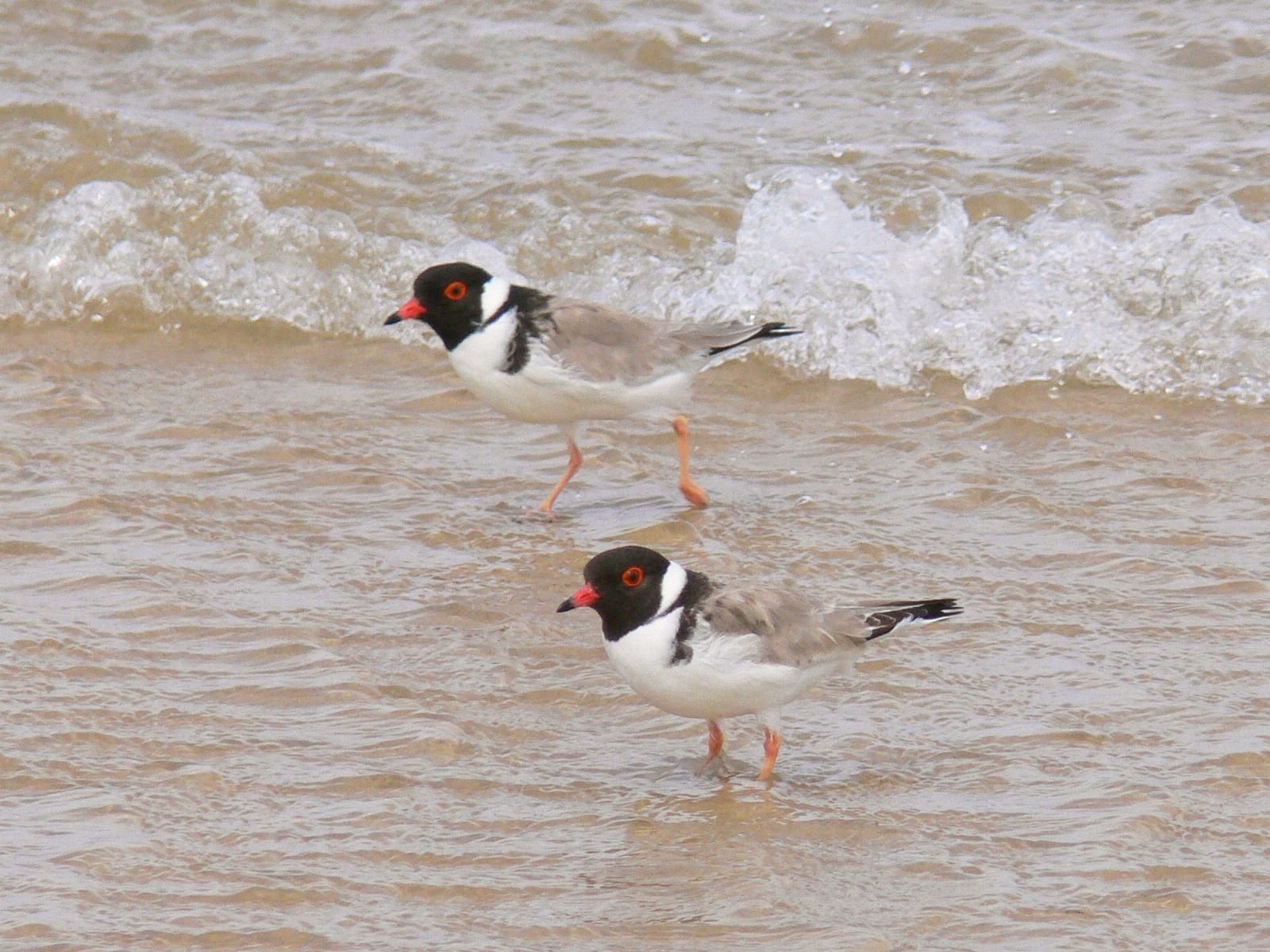
Một cặp sinh sản

Loài chim này có kích thước vừa, thân chắc nịch, và màu nhạt. Chiều dài của nó là 190–230 mm (7,5-9,1 in) và sải cánh dài khoảng 230–440 mm (9,1-17). Con trống và con mái có bề ngoài tương tự. Nó có mỏ đỏ và đầu mỏ đen, vòng mắt đỏ và chân màu cam. Phía dưới màu trắng. 

## Nơi sinh sống
Môi trường sống tự nhiên của nó là các hồ nước ngọt, đầm lấy nước ngọt, đầm phá nước mặn ven biển, và những bãi biển cát. Số lượng lớn được tìm thấy trên bãi biển với rong biển và cồn cát. Nó bị đe dọa do mất môi trường sống vì dân số nhỏ bé và phạm vi bản địa hẹp. Nó sống ở phía tây Australia, miền nam Australia, New South Wales, Tasmania và các đảo gần đó. Nó là một loài lang thang trong Queensland. Việc cáo bắt loài chim này là một mối đe dọa lớn đối với phân loài phía tây. Nó là loài không di cư.

## Hành vi

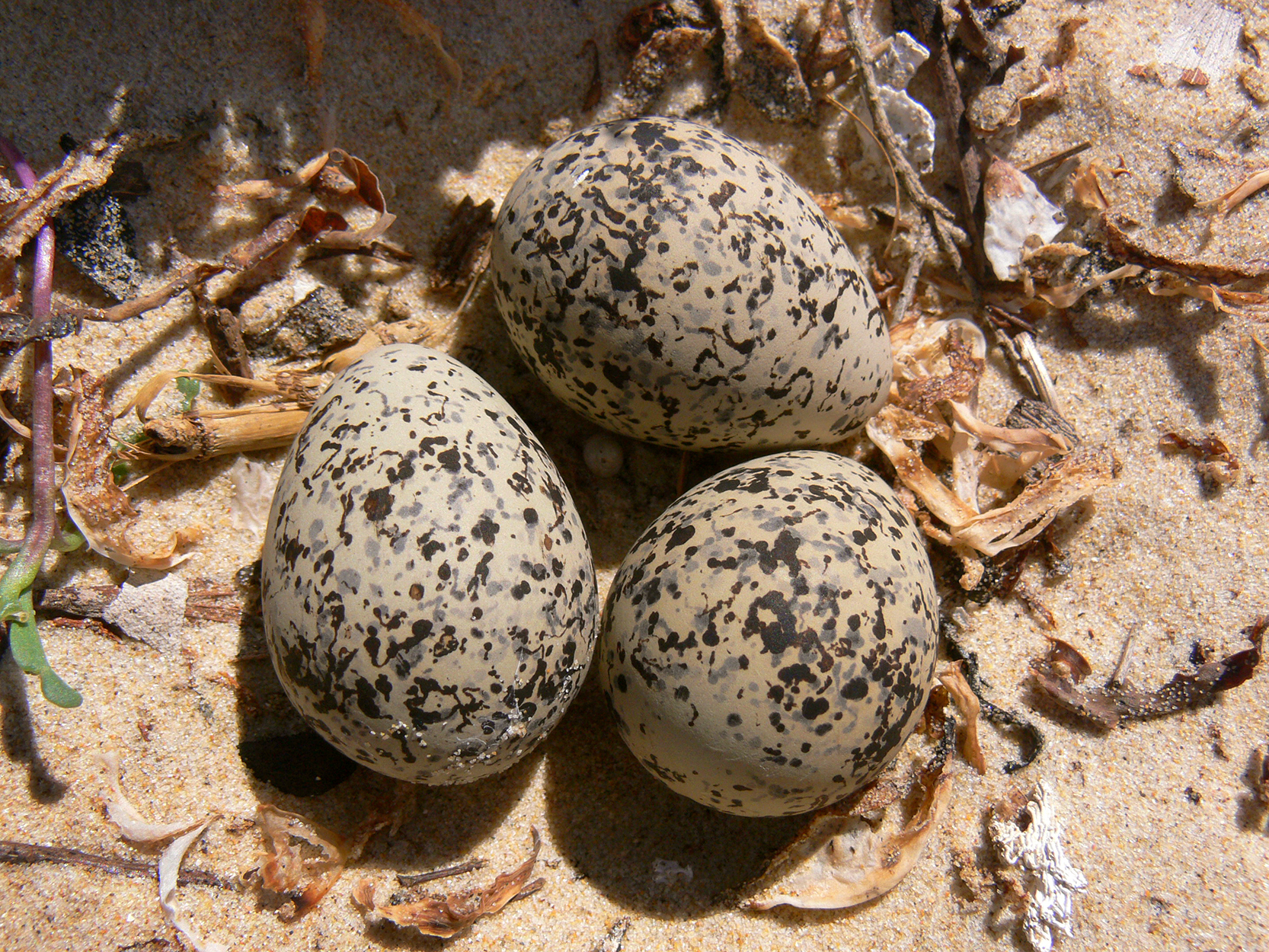
Trứng

Mỗi lứa mỗi con mái đẻ từ 1-3 quả trứng, chúng sinh sản từ tháng 8 đến tháng 3, là thời điểm cao điểm mùa du lịch mùa hè ở khu vực nó phân bố và do đó bị đe dọa nặng nề bởi các hoạt động của con người. Trứng màu kem hoặc màu be mờ có nhiều đốm nâu sẫm hoặc màu hoa oải hương, đặc biệt là đầu to hơn của trứng. Trứng có hình quả lê, kích thước 37 mm × 27 mm (1,46 in × 1,06 in). Trứng nở 30 ngày sau khi đẻ. Nhóm phía đông ăn nhiều loài động vật không xương sống nhưng người ta ít biết về chế độ ăn của loài phía tây. Cụ thể, nó ăn côn trùng, ốc hai mảnh vỏ, Talitridae. Nó thường được nhìn thấy trong cặp hoặc nhóm nhỏ ở gần nước. Để sinh sản, nó sẽ đào một cái lỗ nông trên cát, sỏi cao hơn trên mức nước và xếp hàng bằng đá cuội, rong biển và các mảnh vụn khác.